# Francisco Llorente Gento
Francisco Llorente Gento és un exfutbolista espanyol, nascut a Valladolid el 21 de maig de 1965. Nebot del mític extrem del Reial Madrid Francisco Gento, i germà del també futbolista Julio i dels jugadors de bàsquet d'elit José Luis i Toñín.

## Trajectòria
Paco va començar jugant en el modest Urbis en 1982, per a després passar al Real Madrid Aficionados a l'any següent. No hagué de destacar molt en el Reial Madrid doncs un any després jugava en el CD Móstoles, on és descobert pels representants de l'Atlètic de Madrid que el fitxen per al seu filial, l'Atlético Madrileño, que per aquell temps jugava en Segona divisió.
La temporada 1986-1987 debuta en Primera divisió amb la samarreta matalassera, convertint-se en un dels jugadors revelació de la lliga.
A l'any següent, fitxa pel Reial Madrid, i es converteix en el primer jugador a aplicar el decret 1006 que permet la rescissió unilateral dels contractes, i que durà a la creació de les clàusules de rescissió. Arriba al Reial Madrid, que és gairebé intractable en la lliga i que una vegada i una altra es queda en les semifinals de la Copa d'Europa.
Tot i que no assoleix fer-se un lloc de titular (Butragueño, l'estendard de l'equip i el golejador Hugo Sánchez són fixes) durant eixe any tindrà un dels moments de major glòria de la seva carrera. S'enfrontaven el Reial Madrid i el FC Porto, en aquell temps el vigent campió d'Europa. L'1-0 que assenyala el marcador de l'estadi portugués donava l'eliminatòria a favor dels portuguesos. Començat el segon temps Llorente va entrar en el camp, i en dos jugades va donar dos balons de gol a Míchel, el qual va donar la volta al marcador.
En aquesta temporada va jugar el seu únic partit amb la selecció, en un partit decisiu per a la classificació d'Espanya per a la Eurocopa d'Alemanya 1988. El rival era Albània i Llorente va fer un gol, però no va ser convocat per Miguel Muñoz per a acudir a la cita d'Alemanya.
En els següents anys Llorente va ser un dels suplents més valorats de la plantilla, i fins i tot va arribar a disputar-se el lloc de titular amb Butragueño, i va guanyar-li la partida al Buitre en partits decisius com els quarts de final entre el Reial Madrid i el PSV Eindhoven, on el Reial Madrid va tornar a eliminar un campió d'Europa, encara que no va assolir el títol.
La sortida de Leo Beenhaker, l'entrenador que havia confiat en ell i l'arribada de John Benjamin Toshack van suposar el principi del seu declivi en el Reial Madrid. No obstant això va seguir pertanyent a la plantilla del Reial Madrid fins a l'any 94, tenint fins i tot que abandonar el seu lloc d'extrem nat per a jugar de lateral dret en temps de Benito Floro.
Després de deixar el Reial Madrid va jugar en el SD Compostela, on va recuperar la titularitat i on durant quatre temporades encara va demostrar el gran talent i les qualitats que posseïa.